# 坂下御殿
坂下御殿（さかしたごてん）とは、江戸時代初期頃に現在の愛知県春日井市に存在した仮御殿。

## 概要
尾張藩初代藩主徳川義直が鷹狩りと戦いの演習を目的に建てた。現在は坂下八幡宮になっており、井戸跡が残る。

## 歴史
寛永2年（1625年）に造営された。慶安3年（1650年）の義直死去後に藩を継いだ2代藩主徳川光友が、寛文4年（1664年）にこの御殿を取り壊す際、以前に村民が野山から鳥や獣を平地に追い出して鷹狩りに貢献した礼として、下街道の両側の土地の税を免除した。それを記念して、春には（源敬公春まつり）が開催されている。